# Odalengo Grande
Odalengo Grande (Audalengh Grand in piemontese) è un comune italiano di 407 abitanti della provincia di Alessandria, in Piemonte.

## Storia

### Simboli
Lo stemma e il gonfalone del comune di Odalengo Grande sono stati concessi con decreto del presidente della Repubblica n. 1832 del 25 marzo 1988.
Il rosso e l'argento sono i colori del Monferrato; la parte inferiore riprende il blasone della famiglia Gozzani o Gozani (inquartato: nel primo e quarto d'azzurro, al giglio d'argento; nel secondo e terzo d'oro, alla testa di moro al naturale, cinta sulla fronte da una banda d'argento), famiglia che nel 1673 ricevette il feudo di Odalengo Grande.
Il gonfalone è un drappo di azzurro.

## Monumenti e luoghi d'interesse

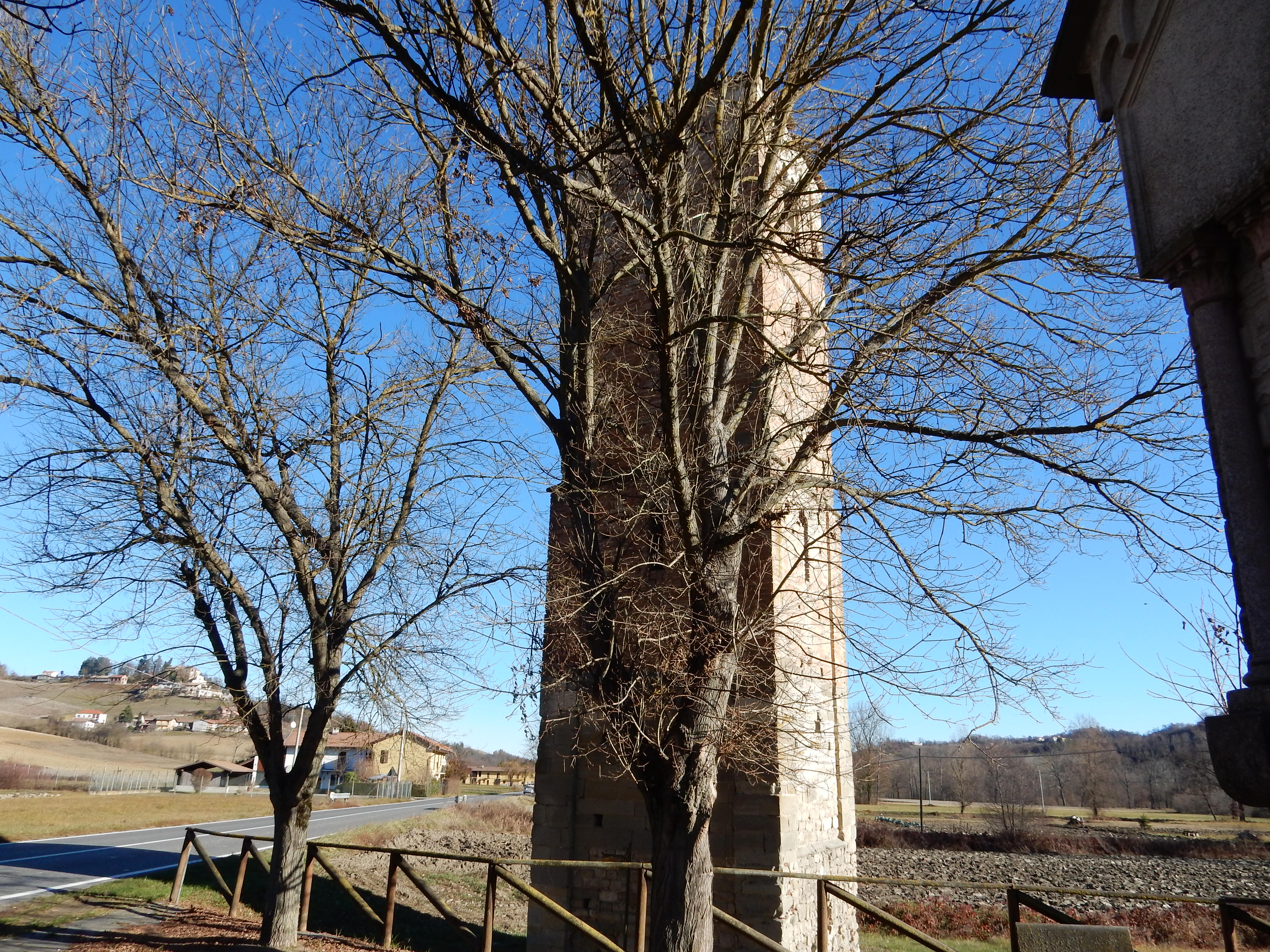
Veduta Torre San Quilico

- Torre San Quilico: la torre è situata in prossimità  del torrente Stura, nella frazione omonima e risale al XII secolo ed era la torre campanaria dell'antica pieve di San Quilico, ora scomparsa.

Si hanno prove anche della presenza di un antico cimitero, a poco a poco rosicchiato dalle alluvioni del vicino corso d'acqua, che insieme ai ritrovamenti di macerie, rottami, armi e vecchie monete, sono una delle più importanti testimonianze che nella zona vi fosse un insediamento abbastanza importante, probabilmente derivante da un antico pago romano.
In un documento del 29 maggio 1725 Pietro Secondo Radicati, vescovo di Casale, descrive la chiesa nei seguenti termini:
"Questa chiesa ha tre navate, di cui quella centrale in volta e le altre due a col nudo tetto, questo tetto si trova in pessimo stato ed è sul punto di cadere."
Lo stile è romanico, realizzato con l'alternarsi di tufo e laterizio, con la presenza di diversi ordini di archetti pensili. Si hanno tre ordini di finestre, l'ultimo costituito da bifore.
La costruzione è in tufo grigio, nel primo tratto chiuso da eleganti e classici archetti incrociati, e poi di mattoni rossi e rosei. Strette monofore sono poste nel secondo e nel terzo pezzo e quattro bifore sulla sommità sono sormontate da archetti pensili di coronamento.

## Società

### Evoluzione demografica
Negli ultimi cento anni, a partire dal 1921, la popolazione residente si è ridotta di due terzi.
Abitanti censiti

## Geografia antropica

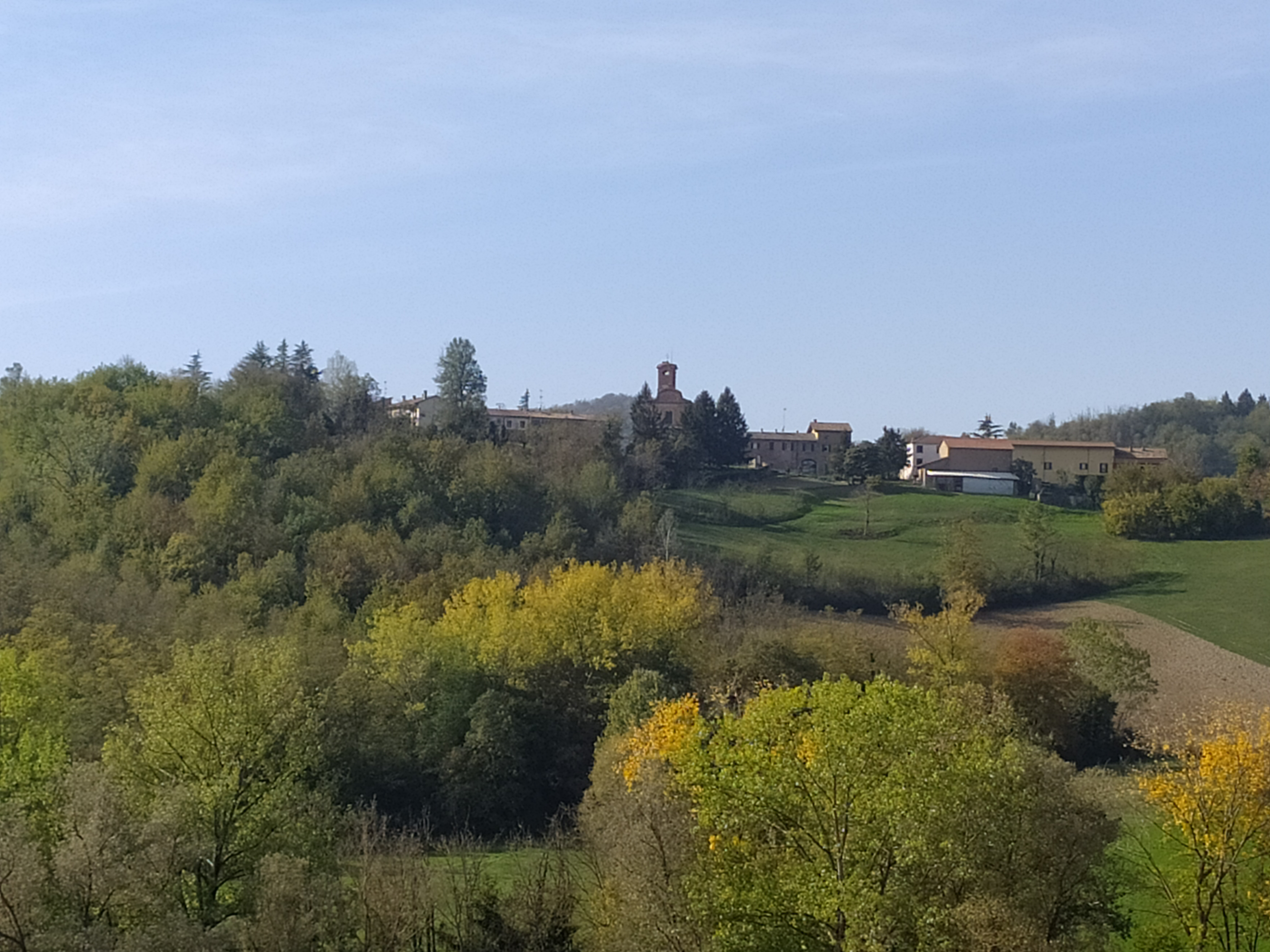
Veduta frazione di Vallestura

Il territorio del comune comprende alcune frazioni sviluppatesi sul lato sinistro della Strada statale 590 della Val Cerrina verso Casale Monferrato e più precisamente:
- Sant'Antonio
- Cicengo
- Vallestura
- Pozzo
- Torre San Quilico
- Frostolo
- Casaleggio

## Amministrazione
Di seguito è presentata una tabella relativa alle amministrazioni che si sono succedute in questo comune.
| Periodo        | Periodo        | Primo cittadino        | Partito                                    | Carica  | Note  |
| -------------- | -------------- | ---------------------- | ------------------------------------------ | ------- | ----- |
| 6 giugno 1986  | 29 maggio 1990 | Luigi Eugenio Laurella | Partito Socialista Italiano                | Sindaco | [ 7 ] |
| 29 maggio 1990 | 24 aprile 1995 | Luigi Eugenio Laurella | Partito Socialista Italiano                | Sindaco | [ 7 ] |
| 24 aprile 1995 | 14 giugno 1999 | Luigi Eugenio Laurella | centro-sinistra                            | Sindaco | [ 7 ] |
| 14 giugno 1999 | 2 giugno 2000  | Renato Odone           | lista civica                               | Sindaco | [ 7 ] |
| 28 maggio 2001 | 30 maggio 2006 | Bruna Zanello          | lista civica                               | Sindaco | [ 7 ] |
| 30 maggio 2006 | 16 maggio 2011 | Bruna Zanello          | lista civica                               | Sindaco | [ 7 ] |
| 16 maggio 2011 | 5 giugno 2016  | Fabio Olivero          | lista civica: nuova per Odalengo Grande    | Sindaco | [ 7 ] |
| 6 giugno 2016  | 3 ottobre 2021 | Fabio Olivero          | lista civica: per un nuovo Odalengo Grande | Sindaco | [ 7 ] |
| 3 ottobre 2021 | in carica      | Fabio Olivero          | lista civica: per un nuovo Odalengo Grande | Sindaco | [ 7 ] |